# 伊戈·路華高域
伊戈·路華高域（1979年5月24日—），是克羅地亞的足球運動員，司職前鋒。

## 連結
- （德文） Player page on transfermarkt.de